# Elkalyce
Elkalyce is een geslacht van vlinders uit de familie van de Lycaenidae, uit de onderfamilie van de Polyommatinae.

## Soorten
- E. cogina (Schaus, 1902)

### Status onduidelijk
- E. bandana (Swinhoe, 1915)
- E. formosana Matsumura
- E. pulchra (Rothschild, 1915)
- E. teresias Rothschild